# 贝宁历史
贝宁是西非一个国家，它的历史经历了王国时期、殖民时期。1960年，贝宁获得独立。

## 贝宁帝国
如今的贝宁共和国与后古典时期至近代的贝宁帝国并不是同一个国家。贝宁帝国的原址在现在贝宁共和国东面的尼日利亚。而贝宁共和国真正的前身其实是昔日位于贝宁帝国西部的达荷美王国。

## 阿波美(Abomey)王国

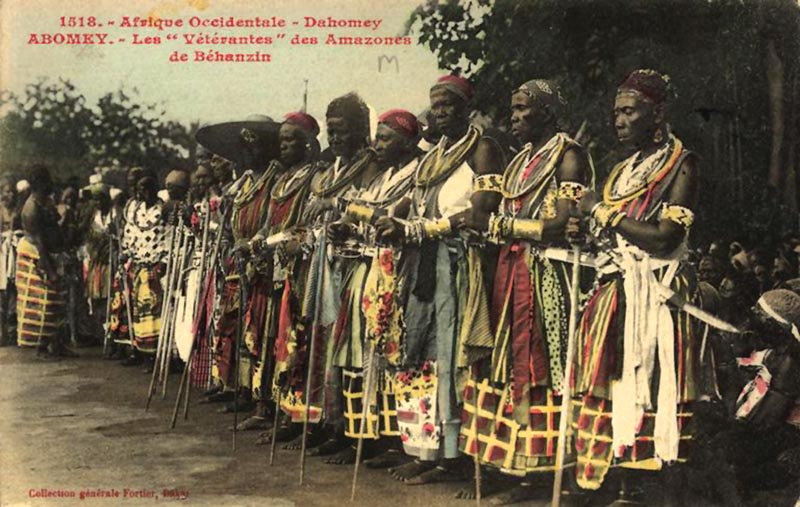
达荷美王国的女兵队伍

贝宁人民共和国国徽

达荷美王国建於1610年，由阿拉達(Allada)王國爭奪王位失敗而外逃的第三王子多阿克林所建。

15世纪中叶至17世纪中叶，西非地区存在贝宁、达荷美、阿散蒂、约鲁巴、索科托等独立的黑人政权，其中贝宁帝国统治着如今尼日利亚西南的沿海地区，阿波美王国则控制着今日贝宁南部沿海和内陆。
15世纪后期，随着葡萄牙人和荷兰人的侵入，奴隶贸易一直很兴盛，达荷美沿海的维达成为当时世界上规模最大的奴隶贸易中心，葡萄牙、丹麦、荷兰、法国、英国都在这里建立了商站和要塞。与欧洲殖民国家在西非其他沿海地区的商站不同，这些商站起初并不享有治外法权，而是要由达荷美国王派遣的代表管理。
达荷美王国以其独特的风俗著称。1729年，达荷美建立起女兵队伍，规定全国年满15岁的女孩都必须接受官方的挑选，长得最美的会被送给国王做妾，长得丑陋或生病的则被处死，其余的要接受2年严格的士兵训练。达荷美王国还实行人祭，每逢重大节日，便用上千名奴隶和战俘祭祀众神和祖先。达荷美王国还是伏都教（巫毒教）的发源地。达荷美故都阿波美（Abomey，座落在距海岸线250公里的森林地带）至今仍有旧王宫、王陵及神庙遗址。
达荷美王国从事奴隶中转业务的历史长达三百多年，因此这里曾被西方国家称为“奴隶海岸”。达荷美每个月都要向内地派出狩奴队，袭击内地村庄，将捕捉到的奴隶运回国内饲养，供西方奴隶贩卖者收购或自用（活人祭祀）。由于人祭的影响，达荷美的奴隶出口量一度从17世纪末的每年2万人减少至19世纪初的每年1万至1万2千人。1810年，巴西奴隶商曾上书达荷美摄政王，要求减少活人祭祀数量，以便收购更多的奴隶。由于1807年之后英国、荷兰和法国等主要殖民国家相继宣布奴隶贸易为非法，达荷美王国的猎奴活动逐渐得到削弱，但是直到19世纪末都在积极地参与奴隶贸易活动。直至1885年，最后一艘满载奴隶的葡萄牙商船才离开维达港。

## 殖民
1847年，驻黄金海岸的英国总督拜访了达荷美国王盖佐，要求缩减奴隶贩卖数量，并劝说国王将国内“过剩”的奴隶用于油棕榈的种植。国王表示，由于人祭再度盛行，达荷美的奴隶出口量已经降为8000人，这已经是对英国最大的让步了。为了抵制英国的进一步要求，达荷美于1851年和法国签订了一个保护条约。1878年法国获得波多诺伏港，1883年取得科托努。葡萄牙于1885年曾宣布对达荷美的全部海岸实行保护，但在法国压力下于1887年收回了这一要求。
1889年，达荷美国王格萊萊在德国人的怂恿下试图将法国人赶走，但很快被挫败。他死后，他的儿子貝漢津同法国人展开游击战。法方则派出外籍军团报复性地洗劫该国首都阿波美。1894年法国人废黜贝汉津，1897年划定与德属多哥的边境。1898年划定与尼日利亚的边境。1899年，达荷美全境成为法国殖民地，行政上归法属西非管辖，法国驻节官员办事处初设在科托努，后搬至离德属多哥边境更远一些的波多诺伏。

## 独立
1958年12月，达荷美成为法兰西共同体的自治共和国，1960年8月1日宣告独立，成立达荷美共和国。
1975年发生共产主义革命，11月30日正式改国名为贝宁人民共和国，加入冷战时期的共产主义阵营。在冷战末期，贝宁财政状况急剧恶化，社会动荡。1989年，贝宁宣布放弃共产主义，同国内外反对派对话，进行政治改革。1990年3月1日，更名为贝宁共和国。
2006年3月5日，举行总统选举。亚伊·博尼和阿德里安·洪贝吉进入第二轮。
3月19日，举行第二轮总统选举投票。博尼当选总统。2007年3月31日，举行国民议会选举。多党派联盟获得83个议席中的35席，贝宁复兴党获得20席，民主复兴党获得10个席位。

## 国名来源
“达荷美”的名称来自其历史上的建国传说：1645年，该国王子向邻国国王达恩索要一块土地，达恩回答说“年轻的王子，你太贪得无厌了，如果我不提防，你会把房子建在我的肚子上”。该王子后来战胜达恩，在其埋葬的地点之上建立了一座茅屋，取名“Danhome Houegbe”，意为“建在达恩肚子上的房子”。后Dahomey一词逐渐用来称呼其周围的地区，以及整个王国。“贝宁”的国名来源于邻国尼日利亚境内的贝宁城，公元10世纪曾是贝宁王国首都，含义是“奴隶”。1975年达荷美因其旧国名容易导致关于人祭和奴隶贸易的不愉快联想而改为该名，同时暗合达荷美旧称“奴隶海岸”之意。